# 2018年エジプト大統領選挙
2018年エジプト大統領選挙（2018ねんエジプトだいとうりょうせんきょ、アラビア語: انتخابات الرئاسة المصرية 2018）は、2018年3月26日から28日まで施行されたエジプトの大統領選挙である。

## 概要
現職のアブドルファッターフ・アッ＝シーシーは1月19日に立候補表明し、シーシーは約97％の得票で再選を果たした。

## 選挙制度
二回投票制で、1回目の投票で過半数得票した場合は決選投票は行われない。
海外在住のエジプト国民は2018年3月16日から18日まで投票した。決選投票を実施した場合、海外在住者は4月19日から21日にかけて、国内では24日から26日にかけて施行する予定だった。

## 選挙結果
無効票のうち約100万票がサッカーエジプト代表選手でプレミアリーグのリヴァプールFCに所属するモハメド・サラーに投票されたことが報告されている。
| 候補者             | 候補者                               | 所属政党           | 得票数     | 得票率 |
|                    | アブドルファッターフ・アッ＝シーシー | 無所属             | 21,835,387 | 97.08% |
|                    | ムーサー・ムスタファー・ムーサー     | ガド党             | 656,534    | 2.92%  |
|                    |                                      |                    |            |        |
| 有効票数（有効率） | 有効票数（有効率）                   | 有効票数（有効率） | 22,491,921 | 92.73% |
| 無効票数（無効率） | 無効票数（無効率）                   | 無効票数（無効率） | 1,762,231  | 7.27%  |
|                    |                                      |                    |            |        |
| 投票総数（投票率） | 投票総数（投票率）                   | 投票総数（投票率） | 24,254,152 | 41.05% |
| 棄権者数（棄権率） | 棄権者数（棄権率）                   | 棄権者数（棄権率） | 34,823,986 | 58.95% |
|                    |                                      |                    |            |        |
| 有権者数           | 有権者数                             | 有権者数           | 59,078,138 | 100.0% |
| 出典: HEC          |                                      |                    |            |        |